# Agios Ioannis Rentis
Agios Ioannis Rentis (in greco Άγιος Ιωάννης Ρέντης?) è un ex comune della Grecia nella periferia dell'Attica (unità periferica del Pireo) con 15.060 abitanti secondo i dati del censimento 2001.
È stato soppresso a seguito della riforma amministrativa, detta Programma Callicrate, in vigore dal gennaio 2011 ed è ora compreso nel comune di Nikaia-Agios Ioannis Rentis.